# Free China: The Courage to Believe
Free China: The Courage to Believe ist ein Dokumentarfilm (61 Minuten) aus dem Jahr 2012 über die Verfolgung von Falun Gong mit Jennifer Zeng und Dr. Charles Lee. Drehbuch und Regie führte Michael Perlman, produziert wurde die Dokumentation von Kean Wong und Michael Perlman, Musik von Tony Chen.

## Der Film
Der Film erzählt die wahre Geschichte von Jennifer Zeng, Mutter und ehemaliges Mitglied der Kommunistischen Partei Chinas. Jennifer Zeng praktiziert zusammen mit über 70 Millionen Chinesen Falun Gong (auch als Falun Dafa bekannt), eine spirituelle Qigong-Praktik, die aus Energieübungen, einer Meditation und einer Moralphilosophie besteht und an Buddhistische Traditionen anknüpft. Die Praktik wurde zum ersten Mal im Frühjahr 1992 von Li Hongzhi in Nordost-China gegen Ende des chinesischen Qigong-Booms öffentlich gelehrt.
Zunächst von der Regierung öffentlich unterstützt und von der staatlich geführten Qigong-Vereinigung und anderen Regierungsämtern gefördert, wurde Falun Gong 1999 verboten und Praktizierende überwacht und verfolgt. Innerhalb der Überwachung von Falun-Gong-Anhängern fing die chinesische Internet-Polizei eine E-Mail von Jennifer Zeng ab, woraufhin diese verhaftet und wegen ihres Glaubens eingesperrt wurde. Als sie körperlicher und seelischer Folter ausgesetzt war, musste sie sich entscheiden, ob sie standhaft und im Gefängnis bleibt oder ihren Glauben aufgibt, damit sie den Menschen in der Welt ihre Geschichte erzählen und wieder mit ihrer Familie vereint werden kann.
Dr. Charles Lee, ein chinesisch-amerikanischer Geschäftsmann, wollte seinen Teil dazu beitragen, um die Verfolgung zu beenden, indem er versuchte, über das staatlich kontrollierte Fernsehen in China unzensierte Informationen auszustrahlen. Er wurde jedoch bereits bei seiner Ankunft in China erwartet, festgenommen und zu drei Jahren Umerziehung in einem Zwangsarbeitslager verurteilt. Im Arbeitslager musste er Zwangsarbeit verrichten und unter anderem Homer-Simpson-Pantoffeln herstellen, die in amerikanischen Geschäften verkauft werden.
Mit über hunderttausend Protesten, die jedes Jahr in China stattfinden, baut sich mit dem Ausbruch eines jeden politischen Skandals mehr Unruhe unter den Chinesen auf. Da Chinas Gewissensgefangene Zwangsarbeit unterworfen werden und sogar Organraub an Falun-Gong-Praktizierenden und anderen Dissidenten stattfindet, behandelt dieser Dokumentarfilm auch tiefgreifende Themen wie Völkermord, Menschenrechtsverletzungen und unfaire Handelspraktiken mit dem Westen. Der Film zeigt jedoch auch, wie neue Internet-Technologien dabei helfen, über 1,4 Milliarden Menschen in China und in anderen repressiven Regimen mehr Freiheit zu bringen.

## Interviewte Personen des Films
- Jennifer Zeng – Autorin von Witnessing History: One Chinese Woman’s Fight for Freedom[7]
- Dr. Charles Lee – Chinesisch-Amerikanischer Geschäftsmann und Überlebender eines Arbeitslagers
- David Kilgour – Ehemaliger kanadischer Staatssekretär und Staatsanwalt und Ko-Autor des Buches Blutige Ernte – Untersuchungsbericht zu den Anschuldigungen der Organentnahmen an Falun-Gong-Praktizierenden in China
- Chris Smith – US-Kongressabgeordneter und Vorsitzender des Kongressausführenden Komitees über China (Congressional-Executive Commission on China)
- Ethan Gutmann – China-Analytiker, Menschenrechtsermittler und Autor der Bücher: The Slaughter: Massenmorde, Organraub und Chinas geheime Lösung für sein Dissidentenproblem und Losing The New China: A Story of Commerce, Desire, and Betrayal; Mitwirkender bei The Wall Street Journal Asia[5]

## Auszeichnungen und Aufführungen
Der Film erhielt mehrere Auszeichnungen, unter anderem:
- Top Award für Dokumentationen unter 60 min. beim 45th WorldFest Houston International Film Festival (Houston, TX, 21. April 2012)
- Top Award in der Kategorie „International Political and Cultural Documentaries“ beim LA Awareness Film Festival (Venice, CA, 6. Mai 2012)
- Gewinner beim American Insight Free Speech Film Festival (Philadelphia, 16. Mai 2012)
- „Best of the Fest“ beim Freethought International Film Festival (Denver, CO, 3. August 2012)
- Top Award in der Kategorie „International Political and Cultural Documentaries“ beim LA Awareness Film Festival (Venice, CA, 4. November 2012)
- Best Feature Film beim IX International Short Film Festival – FENACO (Peru, 17. November 2012)
- Nominiert für das „Best Sound Track Album 2012“ bei den Hollywood Music in Media Awards
- Bestes Programm beim Open Film Festival Travno (Zagreb, Kroatien, Juli 2013)#
- Best Song for Indie Film/Documentary/Short bei den 2013 Hollywood Music in#-s Media Awards (Los Angeles, CA, 21. November 2013)
- Beste Dokumentation beim 2014 Noida International Film Festival (Noida, Indien, 9. Februar 2014)
- 86th Academy Oscar Contender for Best Documentary, Best Original Score and Song (2014)
- International Winner – Feature Documentary beim 12th Annual Garden State Film Festival (Atlantic City, NJ, 6. April 2014)

Als offizielle Auswahl wurde Free China vorgeführt beim
- 2012 Ottawa International Film Festival, Kanada
- 2012 Ottawa Free Thinking Film Festival, Kanada
- 2012 LA Indie Film Festival, USA
- 15th East Lansing Film Festival in 2012
- 17th Palm Beach International Film Festival in 2012
- 2013 Millenium International Documentary Film Festival in Belgium, Juni, 2013
- 2013 International Human Rights Film Festival in Albanien, 29. September 2013
- 2013 CAM International Film Festival in Kairo, Ägypten, Oktober 2013

Vorführungen bei politischen Veranstaltungen
- American Philosophical Society (May 2012)
- US-Kongress (September 2012)
- Google Headquarters (Januar 2013)
- Europäisches Parlament, Brüssel (März 2013)
- London School of Economics (März 2013)
- Israelisches Parlament (April 2103)
- Britisches Parlament (Juli 2013)

## Produktionsdaten
- Produktionsjahr: 2012
- Produktionsfirma: New Tang Dynasty Television
- Produktion: Kean Wong und Michael Perlman
- Drehbuch und Regie: Michael Perlman (Tibet: Beyond Fear und The 99%: Occupy Everywhere)
- Titelsong: „The Courage to Believe“
- Musik: Tony Chen
- Liedtext: Kean Wong und Michael Perlman[1]

Free China wurde bis Ende 2014 in über 20 Sprachen zur Verfügung gestellt.
Online-Premiere war am 3. Februar 2015.
Filmmusik, Trailer, und DVDs vom Film stehen auf der Free-China-Website zur Verfügung.
Der Film wurde in über 700 privaten Theatern gezeigt. Am 18. Dezember 2015 strahlte der ukrainische Fernsehsender WYCTEP-Live die Dokumentation Free China aus.